# آرثر دي ويت فوستر
آرثر دي ويت فوستر هو سياسي كندي، ولد في 17 مايو 1886، وتوفي في 2 مارس 1939. نشط حزبياً في حزب كندا المحافظ. وقد انتخب عضو مجلس العموم الكندي.